# 2011年度SINA Music樂壇民意指數頒獎禮得獎名單
SINA Music樂壇民意指數頒獎禮2011，於2012年1月4日假九龍灣國際展貿中心展貿廳3舉行，主題為「全城給力．轉發好音樂」，主持為姜文傑、姜麗文，當晚共頒發34個項目，其中16項「我最喜愛」獎項為由網民選舉得出，總共52個獎項，以下為當晚的得獎名單：

## 得獎名單

### SINA Music 最高收聽率二十大歌曲
- 《苦瓜》 ——陳奕迅
- 《Smiley Face》 ——周柏豪
- 《Rising Star》 ——Dear Jane
- 《3650》 ——Twins
- 《CHOK》 ——林峯
- 《藍色星球》 ——洪卓立
- 《年年》 ——蔡卓妍
- 《由他去》 ——官恩娜
- 《陽光燦爛的日子》 ——周國賢
- 《唇印》 ——薛凱琪
- 《因為你》 ——方大同
- 《壯舉》 ——張敬軒
- 《零時起哄》 ——Mr.
- 《別再躲》 ——關楚耀
- 《你們的幸福》 ——謝安琪
- 《那誰》 ——蘇永康
- 《末日》 ——王菀之
- 《2013的約定》 ——C AllStar
- 《配角》 ——鄭欣宜

### SINA Music 民意指數大獎
- 我最喜愛男新人
  - 許廷鏗
- 我最喜愛女新人
  - 林欣彤
- 我最喜愛演唱會
  - 《水．百合王菀之2011演唱會》——王菀之
- 我最喜愛至尊大碟
  - 《Time Flies》 ——陳奕迅
- 我最喜愛唱作人
  - 方大同
- 我最喜愛男歌手(香港)
  - 張敬軒
- 我最喜愛女歌手(香港)
  - 謝安琪
- 我最喜愛組合 (香港)
  - Mr.
- 我最喜愛全國男歌手
  - 陳奕迅
- 我最喜愛全國女歌手
  - 楊千嬅
- 我最喜愛全國組合
  - Twins
- 我最喜愛至尊國語金曲
  - 《好不容易》 ——方大同
- 我最喜愛至尊金曲
  - 《那誰》——蘇永康

### SINA Music 至尊大獎
- SINA Music 電視劇主題曲大獎
  - 《年少無知》——林保怡、陳豪、黃德斌
- SINA Music 歌曲監制大獎
  - 《陽光燦爛的日子》 ——周國賢
- SINA Music 合唱歌曲大獎
  - 《勾手指尾》——麥貝夷、鍾一憲
- SINA Music 合唱國語歌曲大獎
  - 《自以為》——方大同、徐佳瑩
- SINA Music 原創歌曲大獎
  - 《壯舉》 ——張敬軒
- SINA Music 最高收視 MV 大獎
  - 《CHOK》——林峯
- SINA Music 電影主題歌曲大獎
  - 《I'm Still Loving You》——連詩雅
- SINA Music 跳舞歌曲大獎
  - 《Take It》——鍾舒漫
  - 《Baby Don't Cry》——陳偉霆
- SINA Music LIVE 現場演繹大獎
  - 《雀斑》——盧凱彤
- SINA Music 最高人氣關注歌手
  - 蔡卓妍
- SINA Music 全能歌手大獎
  - 林峯
- SINA Music 傑出表現男歌手大獎
  - 周柏豪
- SINA Music 傑出表現女歌手大獎
  - 薛凱琪
- SINA Music 傑出表現組合大獎
  - 野仔
- SINA Music 傑出表現創作歌手大獎
  - 王菀之
- SINA Music 創作概念大碟
  - 《和那誰的》——蘇永康
- SINA Music 年度最高收聽率歌曲
  - 《你們的幸福》——謝安琪
- SINA Music 全碟試聽 –最高收聽率大碟
  - 《August Girl》——薛凱琪
- SINA Music 至尊大碟
  - 《Stranger Under My Skin》——陳奕迅

### 微博發聲大獎
- 新浪微博發聲男歌手
  - 陳奕迅
- 新浪微博發聲女歌手
  - 鍾欣桐

## 媒體播放
於香港、中國、台灣新浪網上直播及重溫。另外，本年度之賽果並不計算入四台聯頒音樂大獎內。

## 外部連結
- SINA Music樂壇民意指數頒獎禮2011

## 參看
- SINA Music樂壇民意指數頒獎禮